# Мартин Маркулета
Мартин Маркулета Барберија (Сан Себастијан, 24. септембар 1907. — Сан Себастијан, 19. новембар 1984.) био је шпански фудбалер. Током своје каријере играо је за Реал Сосиједад и Атлетико Мадрид. За репрезентацију Шпаније је одиграо 15 утакмица и постигао 1 гол у поразу од 7 : 1 против Мексика, био је део олимпијског тима и играо на Светском првенству 1934.

## Каријера
Рођен у Сан Себастијану, Маркулета је почео да игра омладински фудбал са локалном екипом Амајкак Мутилак. Године 1924. Маркулета се придружио Реал Сосиједаду где ће играти десет сезона. Учествовао је у клупском поразу у епском финалу Купа краља 1928. од Барселоне, који је захтевао две репризе.

## Летње игре у Амстердаму 1928.
Играо је у националном тиму који је учествовао на летњим олимпијским игграма у Амстердаму 1928.